# 錫賽德帕克 (新澤西州)
錫賽德帕克（英語：Seaside Park）是位於美國新澤西州海洋縣的自治市鎮。

## 人口
根據2020年美國人口普查的數據，錫賽德帕克的面積為2.11平方千米，當中陸地面積為1.70平方千米，而水域面積為0.41平方千米。當地共有人口1436人，而人口密度為每平方千米681人。